# Rumas (stichting)

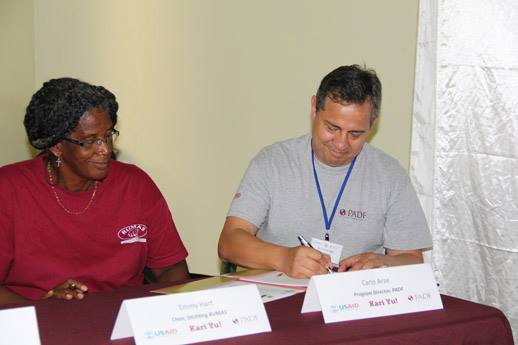
Emmy Hart (links) van Rumas aan Kari Yu 2015

Rumas is een Surinaamse stichting voor begeleiding van jongens. De stichting werd op 26 augustus 2009 opgericht door Emmy Hart. Zij is zelf de voorzitter/directeur van Rumas (stand 2019).
De betekenis van Rumas is Reik Uit naar MAS, waarbij más Spaans is voor meer (Hart is lerares Spaans van beroep) en MAS eveneens betekent: Motiveren, Adviseren en Service verlenen.
Het doel van de stichting is de begeleiding van jongens tussen 12 en 24 jaar oud die achterblijven in hun ontwikkeling of zich onacceptabel gedragen. Rumas richt zich op de verdere ontwikkeling binnen de maatschappij door trainingen en scholing in motivatie, gedrag en sociale vaardigheden. De bedoeling is dat de jongens hierdoor toekomstperspectief krijgen.
Youth at Risk is een van de projecten waarmee Rumas haar doelen wil bereiken en richt zich hiermee op de leeftijdsgroep van 12 tot 16 jaar. Dit project werd in februari 2013 opgezet.